# Kanton Clermont-l'Hérault
Clermont-l'Hérault is een kanton van het Franse departement Hérault. Het kanton maakt deel uit van het arrondissement Lodève.

## Gemeenten

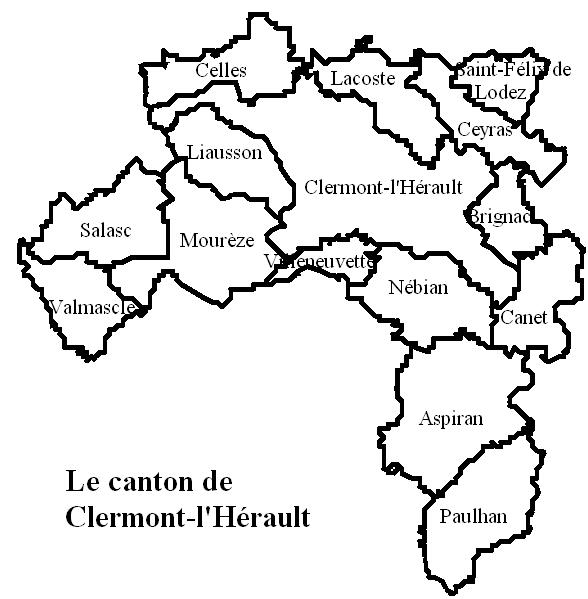
Ligging van gemeenten binnen het kanton - tot 2014

Het kanton Clermont-l'Hérault omvatte tot 2014 de volgende 15 gemeenten:
- Aspiran
- Brignac
- Canet
- Celles
- Ceyras
- Clermont-l'Hérault (hoofdplaats)
- Lacoste
- Liausson
- Mourèze
- Nébian
- Paulhan
- Saint-Félix-de-Lodez
- Salasc
- Valmascle
- Villeneuvette

Na de herindeling van de kantons bij decreet van 26 februari 2014, met uitwerking op 22 maart 2015, omvat het kanton volgende 40 gemeenten:
- Clermont-l'Hérault
- Les Aires
- Aspiran
- Avène
- Bédarieux
- Le Bousquet-d'Orb
- Brenas
- Brignac
- Camplong
- Canet
- Carlencas-et-Levas
- Ceilhes-et-Rocozels
- Ceyras
- Combes
- Dio-et-Valquières
- Graissessac
- Hérépian
- Joncels
- Lacoste
- Lamalou-les-Bains
- Liausson
- Lunas
- Mérifons
- Mourèze
- Nébian
- Octon
- Paulhan
- Pézènes-les-Mines
- Le Poujol-sur-Orb
- Le Pradal
- Saint-Étienne-Estréchoux
- Saint-Félix-de-Lodez
- Saint-Geniès-de-Varensal
- Saint-Gervais-sur-Mare
- Salasc
- Taussac-la-Billière
- La Tour-sur-Orb
- Valmascle
- Villemagne-l'Argentière
- Villeneuvette